# Лаврова Тетяна Євгенівна
Лаврова Тетяна Євгенівна (справжнє прізвище — Андріканіс) — радянська і російська актриса театру і кіно. Заслужена артистка РРФСР (1974). Народна артистка РРФСР (1988).

## Біографія
Закінчила Школу-студію МХАТу (1959).
Виступала на сцені театру «Современник» (1961–1978). З 1978 року — актриса МХАТ (з 1987 — МХАТ ім. М. Горького).
У кінематографі дебютувала роллю Варі Лебедєвої в картині «Пісня про Кольцова» 1959 року.
Всесоюзну славу Тетяні Лаврової принесла головна роль у фільмі Михайла Ромма «Дев'ять днів одного року» (1961). (У 1962 році картина була удостоєна ряду Призів і Почесних дипломів на міжнародних кінофестивалях, а також в 1966 році отримала Державну премію РРФСР імені братів Васильєвих.)
Зіграла близько п'ятдесяти ролей у кіно, фільмах-спектаклях і телефільмах (зокрема, «Будується міст» (1965, Соня Сапожкова), «Час, вперед!» (1965, Клава), «Таємнича стіна» (1967, Олена), «Все королівське військо» (1971, Седі Берк), «Виліт затримується» (1974, Шеметова Ольга Василівна), «Втеча містера Мак-Кінлі» (1975, місис Перкінс), «Дні хірурга Мишкина», «Середина життя» (1976, Алла Раскатова), «Денний поїзд» (1976, Ліда Горюнова), «Голос» (1982), «Довга дорога до себе» (1983, Таня, режисер Н. Трощенко), «Трагедія в стилі рок» (1988), «Вишневий сад» (1993, Раневська), «Перетворення» (2003, за мотивами однойменної новели Ф. Кафки; мати) та інші).
Знялася в українських кінокартинах «Острів Вовчий» (1969, Тетяна), «Останній аргумент королів» (1983), «До розслідування приступити» (1986–1987, телефільм, «Версія» — 2 серії; «Наклеп» — 2 серії, Анісімова).
Померла 16 травня 2007 року в Москві. Похована на Троєкуровському кладовищі в Москві.
Батько: Андріканіс Євген Миколайович (1909—1993) — радянський оператор, режисер, сценарист і актор. Народний артист РРФСР (1982). Лауреат Ленінської премії (1978).

### Фестивалі та премії
- 2002 — КФ «Сузір'я»: Приз за найкращу жіночу роль другого плану («Кіно про кіно» 2002)
- 2002 — Кінопремія «Ніка»: Приз за найкращу жіночу роль другого плану («Кіно про кіно» 2002)

## Вибрана фільмографія
- 1947 — Маріте